# کاتسومی تامه‌گای
کاتسومی تامه‌گای (انگلیسی: Katsumi Tamegai؛ زادهٔ ۱۲ ژوئیهٔ ۱۹۶۵ ‏(۵۹ سال)) پویانما اهل ژاپن است. وی از سال ۱۹۸۷ میلادی تاکنون مشغول فعالیت بوده‌است.